# Louvemont-Côte-du-Poivre
 Louvemont-Côte-du-Poivre  là một xã thuộc tỉnh Meuse trong vùng Grand Est đông nam nước Pháp. Xã này nằm ở khu vực có độ cao trung bình 321 mét trên mực nước biển.